# Ben Scharnus
Benedict Michael "Ben" Scharnus (nacido el 11 de diciembre de 1917 y fallecido el 19 de marzo de 1982 en Stevensville, Maryland) fue un jugador de baloncesto estadounidense que disputó dos temporadas en la BAA, además de jugar en la ABL. Con 1,88 metros de estatura, jugaba en la posición de alero.

## Trayectoria deportiva

### Universidad
Jugó durante su trayectoria universitaria con los Pirates de la Universidad Seton Hall, con los que en 1941 logró clasificarse para disputar en NIT, en aquellos años con más prestigio que el Torneo de la NCAA, en el cual, en primera ronda derrotaron a Rhode Island ante 18.341 espectadores en el Madison Square Garden de Nueva York, récord de asistencia hasta esa fecha para un partido de baloncesto universitario.

### Profesional
Comenzó su andadura profesional en los Baltimore Bullets de la ABL en 1944, donde jugó una temporada siendo el máximo anotador del equipo, promediando 5,9 puntos por partido. Al año siguiente jugó en los New York Gothams, donde promedió 7,1 puntos por encuentro.
En 1946-1947 fichó por los Cleveland Rebels de la recién creada BAA, y en la que iba a ser la única temporada del equipo en la competición, promedió 2,0 puntos por partido. Tras la desaparición de los Rebels, se produjo un draft de dispersión, siendo elegido por los Boston Celtics, pero fue finalmente descartado, regresando a los Gothams de la ABL, donde jugó diez partidos en los que promedió 3,9 puntos.
En 1948 volvió brevemente a la BAA, con los Providence Steamrollers, pero únicamente disputó un partido, antes de retirarse definitivamente.

#### Estadísticas en la BAA

##### Temporada regular
| Temporada | Edad | Equipo                  | Liga | P  | TIT | MIN | TC  | TCA | %TC  | 3P | 3PA | %3P | TL  | TLA | %TL  | R.OF. | R.DEF. | REB | ASIS | ROB | TAP | PER | FP  | PTS |
| 1946-47   | 29   | Cleveland Rebels        | BAA  | 51 |     |     | 0.6 | 3.2 | .200 |    |     |     | 0.7 | 1.2 | .627 |       |        |     | 0.4  |     |     |     | 1.6 | 2.0 |
| 1948-49   | 31   | Providence Steamrollers | BAA  | 1  |     |     | 0.0 | 1.0 | .000 |    |     |     | 0.0 | 1.0 | .000 |       |        |     | 0.0  |     |     |     | 0.0 | 0.0 |
| Total     |      |                         | BAA  | 52 |     |     | 0.6 | 3.2 | .199 |    |     |     | 0.7 | 1.2 | .617 |       |        |     | 0.4  |     |     |     | 1.6 | 2.0 |

##### Playoffs
| Temporada | Edad | Equipo           | Liga | P | TIT | MIN | TC  | TCA | %TC  | 3P | 3PA | %3P | TL  | TLA | %TL  | R.OF. | R.DEF. | REB | ASIS | ROB | TAP | PER | FP  | PTS |
| 1946-47   | 29   | Cleveland Rebels | BAA  | 3 |     |     | 2.0 | 7.0 | .286 |    |     |     | 1.7 | 3.0 | .556 |       |        |     | 0.7  |     |     |     | 3.3 | 5.7 |
| Total     |      |                  | BAA  | 3 |     |     | 2.0 | 7.0 | .286 |    |     |     | 1.7 | 3.0 | .556 |       |        |     | 0.7  |     |     |     | 3.3 | 5.7 |